# Josefine Grosse
Josefine Grosse (* 26. Oktober 1970 in Berlin) ist eine ehemalige deutsche Handballspielerin.
Die Rückraumspielerin war zunächst beim TSC Berlin aktiv und wechselte von hier 1994 zum Frankfurter Handball Club. 1999 spielte sie wieder in Berlin beim SV Berliner VB 49. Nach einer zweijährigen Verletzungspause war sie im Februar 2001 wieder für die Berliner aktiv.
Mit der Frauen-Handballnationalmannschaft der DDR wurde Josefine Grosse 1990 Dritte bei der Weltmeisterschaft. Auch für die deutsche Frauen-Handballnationalmannschaft war sie aktiv. Sie gewann mit dieser Mannschaft Silber bei der Europameisterschaft 1994 in Deutschland. Insgesamt bestritt Grosse 64 Länderspiele, in denen sie 101 Treffer erzielte.
Josefine Grosse studierte Psychologie.